# Ronaldo Angelim
Ronaldo Angelim, vollständiger Name Ronaldo Simões Angelim (* 26. November 1975 in Porteiras, CE), ist ein ehemaliger brasilianischer Fußballspieler. Er wurde auf der Position eines Innenverteidigers eingesetzt.
Angelims Familie verließ seine Geburtsstadt Porteiras, eine Stadt in der Region Cariri im Süden von Ceará, während seiner Kindheit und zog nach São Paulo. Von hier kehrte die Familie noch in seiner Jugendzeit nach Ceará zurück, wo sie in der Nähe von Juazeiro do Norte eine Heimat fand.

## Verein

### Anfänge
In Juazeiro do Norte schloss Angelim 1996 dem Icasa EC an. Bei dem Klub spielte er bis 1998. Danach erhielt er 1999 und 2000 nur kurzfristige Engagements. Mit dem Ituano FC konnte er im Jahr 2000 zwar erstmals erstklassig spielen, darf dieses aber noch als Ausnahme angesehen werden. Spielten in der Saison 2000 doch alle Klubs der Série A bis C in dieser Klasse.
2001 kam Angelim beim Fortaleza EC unter Vertrag. Mit dem Klub konnte er erstmals Titel gewinnen. Bereits in seinem ersten Jahr gewann er die Staatsmeisterschaft von Ceará. Ein Erfolg, der sich 2003, 2004 und 2005 wiederholte. Im Folgejahr wurde sein Klub in der Série B Tabellenzweiter und schaffte somit den Aufstieg in die Série A für 2003. Als 23. musste Fortaleza am Ende der Série A 2003 wieder absteigen. 2004 wurde der Klub mit Angelim wiederum Zweiter in der Série B und schaffte den direkten Wiederaufstieg. In der Série A 2005 konnte der Klub die Klasse halten. In der Saison fiel Angelim so positiv auf, dass er in ein All Star Team (Seleção das Estrelas) der Liga berufen wurde, welches das Jogo des Estrelas (Spiel der Sterne) gegen den Gewinner der Meisterschaft spielte.

### CR Flamengo
Auch die großen Klubs Brasiliens sind in der Saison auf Angelim aufmerksam geworden. So er nahm zur Saison 2006 ein Wechselangebot des CR Flamengo an. Mit dem Copa do Brasil 2006 konnte Angelim bereits in seinem ersten Jahr bei FLA einen großen Titel feiern. Diesem schlossen sich nur diverse weitere nationale Titel an. Der größte davon war der Gewinn der Meisterschaft 2009. Eine persönliche Auszeichnung in dieser Zeit war 2008 auch die Bemerkung des Weltmeisters Ronaldo in einer Fernsehsendung. Über sein starkes Spiel gegen Stürmern und diesen den Ball anzunehmen, sagte dieser, dass er Angelim für den idealen Verteidiger hält.

### Ausklang
Nachdem Angelim Ende 2011 FLA verlassen hatte, hatte er zur Saison 2012 zunächst keinen neuen Kontrakt. Erst im April wurde bekannt, dass er bei Grêmio Barueri einen Kontrakt unterzeichnet hat. Der Vertrag erhielt eine Laufzeit bis Jahresende. Mit dem Klub trat er in der Série B an.
Zur Saison 2013 kehrte Angelim nochmals zu Fortaleza zurück. Nachdem der Vertrag nur für die Austragung der Staatsmeisterschaft abgeschlossen worden war, verlängerten die Parteien diesen im März 2013 bis Ende des Jahres.
Nach seinem offiziellen Rücktritt 2013 wurde er zunächst auf der Internetseite von FLA als herausragender Spieler geehrt. 2015 fand ihm zu Ehren ein Spiel zwischen FLA und seinem ersten Klub Icasa statt.

## Erfolge
Fortaleza
- Staatsmeisterschaft von Ceará: 2001, 2003, 2004, 2005

Flamengo
- Copa do Brasil: 2006
- Taça Guanabara: 2007, 2008, 2011
- Staatsmeisterschaft von Rio de Janeiro: 2007, 2008, 2009, 2011
- Taça Rio: 2009, 2011
- Campeonato Brasileiro de Futebol: 2009